# La Ferrière, Bern
La Ferrière är en ort och kommun i distriktet Jura bernois i kantonen Bern, Schweiz. Kommunen har 532 invånare (2023).